# DNA Model Management
DNA Model Management — модельне агентство в Нью-Йорку, засноване 1996 року. DNA представляє настуупних моделей: Лінда Євангеліста, Наталія Водянова, Ембер Валлетта, Даутцен Крус, Шалом Гароу, Ракель Циммерманн, Крістен Макменамі.